# Micropyropsis
Micropyropsis Romero Zarco& Cabezudo é um género botânico pertencente à família Poaceae.